# Château de Morchêne
Le château de Morchêne est un château situé à Saint-Cyr-en-Val dans le département du Loiret en région Centre-Val de Loire.

## Géographie

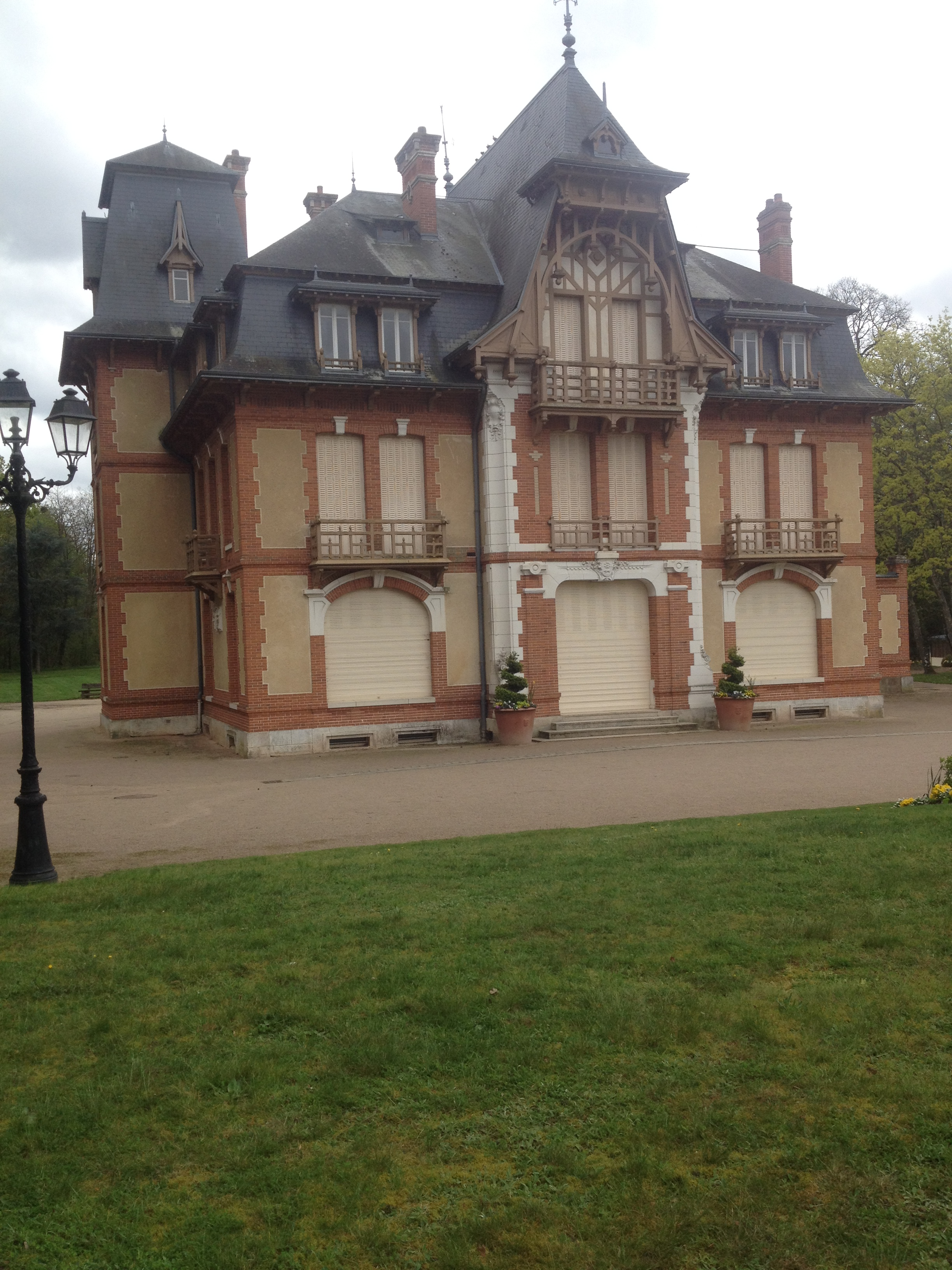
Château de Morchêne vu de face.

Le château est situé dans le domaine de Morchêne, dans la région naturelle du Val de Loire, sur le territoire de la commune de Saint-Cyr-en-Val dans le département du Loiret en région Centre-Val de Loire.
La propriété doit son nom à l'étang de Morchêne qui alimente le Dhuy, affluent du Loiret, qui traverse la commune.

## Histoire

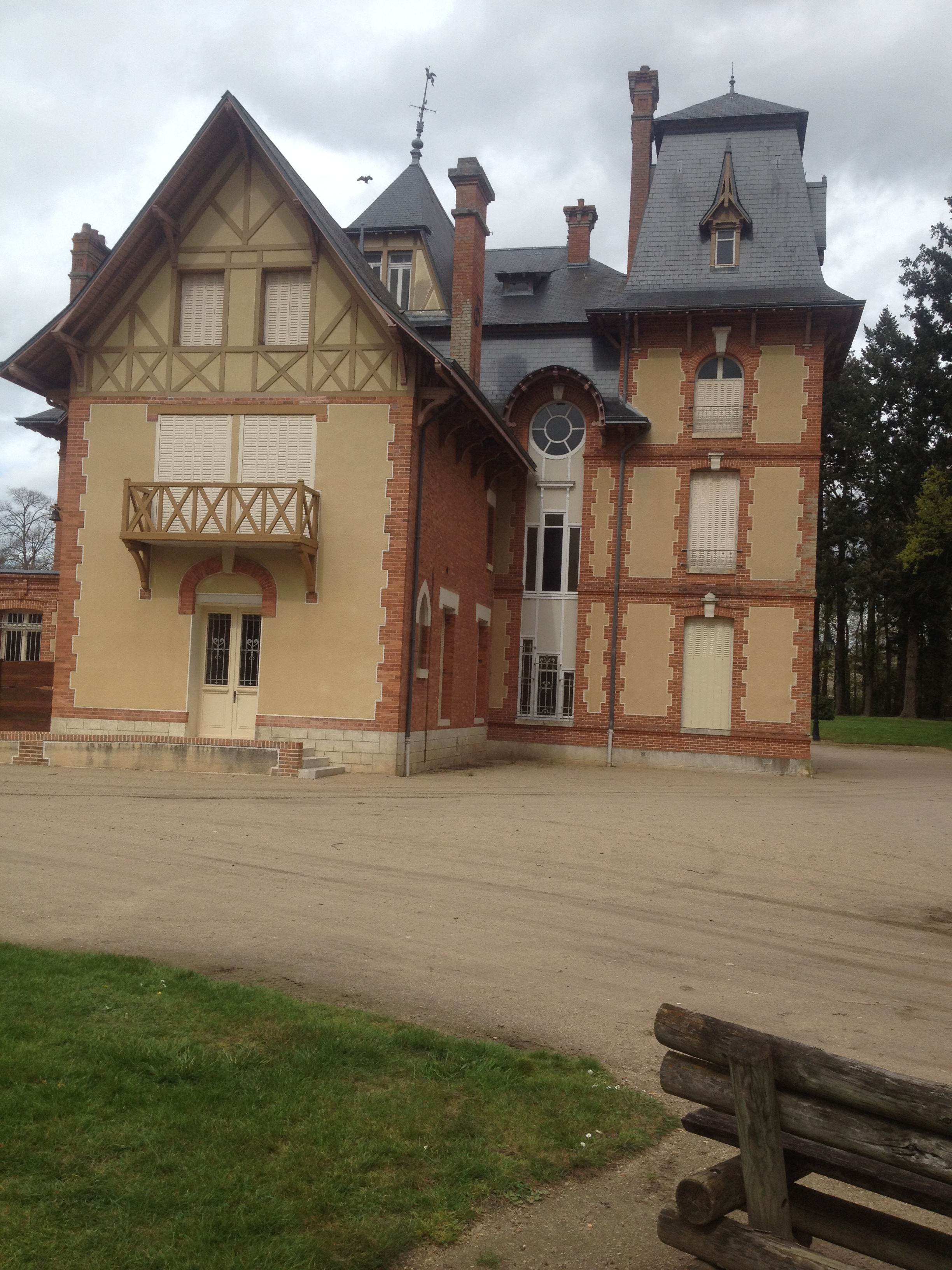
Château de Morchêne vu de dos.

Un premier château est construit sur le domaine à une date incertaine par un inspecteur des finances.
La famille Colas des Francs, dont certains membres sont notamment marchands et hommes politiques orléanais, est anoblie pour avoir combattu aux côtés de Jeanne d'Arc au XVe siècle. Elle acquiert le domaine de Morchêne sur lequel repose le château à la suite d'alliances matrimoniales avec d'autres familles nobles de la région comme les familles De Loynes, et De l'Auvergne.
Le château est reconstruit à partir du bâtiment existant en 1904. Ces modifications entraînent une réduction de la taille du château.
En 1988, la famille vend le château à la commune de Saint-Cyr-en-Val par manque de descendance.

## Description
Le domaine de Morchêne dont la superficie est de 68 hectares est situé dans la forêt de Morchêne et accueille une partie de la collection nationale d'Iris. Ses 450 variétés d'iris ont été transférées car depuis 1875 elles étaient au parc floral de la Source cité ci-dessus.
Le château accueille des mariages ou des réceptions.